# El show del EDO
El show del Edo fue un programa de televisión chileno que se transmitió por el canal de cable Vía X, conducido y dirigido por Eduardo Bertrán que mostraba pequeños documentales sobre problemas y tradiciones de Chile, como las Fiestas Patrias, el fútbol en regiones o los problemas del Transantiago.

## Historia
El Show del Edo se caracterizó por ser un espacio en donde la ironía y el humor eran la clave. En cada capítulo, el "Edo" u otros personajes cantaban algo sobre el tema principal y se analizaba lo presentado, desde un punto de vista personal. Por medio de animaciones, canciones, cámaras ocultas y muchos otros recursos, se fueron forjando historias construidas de forma casi esquizofrénica hasta generar un clímax en que se denunciaba o exhibía una conclusión. El programa dejó de manifiesto la apertura de la televisión por cable, especialmente su canal, que se atrevió a producir nuevos y originales espacios, de factura desordenada y caótica.
El programa se dejó de emitir dado que en el último capítulo que salió al aire, se criticó a la iglesia católica, más específicamente, a la iglesia de San Expedito en Reñaca. Esto no fue del agrado de sus superiores, por lo que optaron sacar de la parrilla programática dicho espacio, luego de ser cancelado, "El Show del Edo" se siguió emitiendo en Vía X, pero en forma de resumen con lo mejor de cada episodio.[cita requerida]
El espacio tuvo como una especie de "sucesor", luego de la partida de Bertrán a TVN donde realizó un programa con similares características llamado "Exijo una explicación" que sin embargo no tuvo tanto éxito.